# Drosophila fulva
Drosophila fulva är en tvåvingeart som beskrevs av Hide-aki Watabe och Li 1993. Drosophila fulva ingår i släktet Drosophila och familjen daggflugor.
Artens utbredningsområde är provinsen Xinjiang i Kina.